# Adam Blythe
Adam Blythe, född 1 oktober 1989 i Sheffield, är en före detta brittisk professionell landsvägscyklist och bancylist.

## Biografi
Blythe inledde sin professionella karriär 2010 i Omega Pharma–Lotto. Han har även kört för BMC Racing Team, Orica–GreenEDGE, Aqua Blue Sport och Lotto–Soudal. Bland hans meriter kan nämnas en seger i London–Surrey Classic och en nationell mästerskapstitel i linjelopp. Han avslutade sin karriär 2019.
Efter cykelkarriären har han anlitats som cykelexpert för såväl NBC som Eurosport. Bland annat är han expert tillsammans med Robbie McEwen och Dani Rowe i Eurosports program The Breakaway, som leds av Orla Chennaoui.